# Северодвинская городская гимназия
Муниципальное автономное образовательное учреждение «Северодвинская гимназия №14» (до 1990 года — средняя школа № 14) — общеобразовательная школа с углублённым изучением иностранных языков в городе Северодвинске Архангельской области. Была открыта 25 августа 1963 года.
Гимназия регулярно входит в рейтинги ведущих школ Архангельской области.

## Директора
- 1963-1969 гг. — Иван Иванович Токуев;
- 1969-1978 гг. — Капитолина Николаевна Мешалкина (Отличник народного просвещения, кандидат педагогических наук);
- 1978-1986 гг. — Раиса Макаровна Желубенкова (Отличник народного просвещения);
- 1986-1999 гг. — Сергей Григорьевич Попа (Заслуженный учитель РФ, Отличник народного просвещения, с 2009 года - начальник Управления образования Администрации Северодвинска);
- 1999-2008 гг. — Галина Павловна Тетёра (Отличник народного просвещения);
- 2008-2011 гг. — Марина Михайловна Слудная;
- 2011-2017 гг. — Юрий Анатольевич Гнедышев  (август 2020 г. - октябрь 2020 г. – и. о. министра образования Архангельской области);
- 2017-2023 гг. — Елена Ивановна Гришкова
- с 2023 г. — Елена Юрьевна Подольская

## Преподаватели
- 52% — преподаватели высшей квалификационной категории;
- 36% — преподаватели первой квалификационной категории;
- 12% — молодые педагоги, учителя второй квалификационной категории.

Семь учителей гимназии носят звание «Заслуженный учитель школы РФ». 9 учителей награждены нагрудным знаком «Отличник народного просвещения», 12— знаком «Почётный работник общего образования РФ», Знак отличия "За заслуги перед Архангельской областью" - 1 учитель. 
Победители конкурса в рамках национального проекта «Образование» - 6 педагогов. 
Победителями Международного конкурса на получение стипендии для обучения в Германии от Национального культурного центра им. Гёте становились преподаватели немецкого языка Казымова О. А. (2006 г., 2009 г.) и Ширяева Г. Н. (2007 г.); дипломант международной программы DEEP (англ. Democracy Education Exchange Program) — преподаватель английского языка Бойкова Е. В. (2001 г.); Российско-американский конкурс преподавателей английского языка и страноведения дважды выигрывала Любицева В. Н. (1999 и 2003 гг.); Международный конкурс на получение гранта от правительства США для реализации программы экологического образования выиграли Ермолина Л. Н., Любицева В. Н., Бойкова Е. В., Гришкова Е. И.

## История
В 1965—1966 учебном году школа получила статус учебного заведения с углубленным изучением английского языка. Согласно учебным планам преподавание иностранного языка вводилось со второго класса, а у старшеклассников появились новые предметы — английская и американская литература, технический и политический перевод.
Во второй половине 1980-х была подготовлена к переходу в статус гимназии. Решением исполнительного комитета Северодвинского городского совета народных депутатов № 136 от 11 мая 1990 года средняя школа № 14 была реорганизована в гимназию с углубленным изучением иностранных языков, предметов гуманитарного и естественно-математического цикла. Позднее была переименована в Северодвинскую городскую гимназию.

## Известные выпускники
Светлана Устинова – российская киноактриса, режиссёр, продюсер.
Олег Химаныч - морской историк, писатель, талантливый публицист и журналист, Почётный гражданин города Северодвинска. 

## Достижения
С 2007 года СГ №14 работает в режиме городской экспериментальной площадки по теме «Интерактивные подходы и методы обучения как средство формирования предметных компетенций». В результате инновационной деятельности в гимназии создано образовательное пространство, в котором успешно решаются проблемы, направленные на социализацию учащихся и индивидуализацию их обучения, что позволяет выстраивать субъект — субъектные отношения между учащимися и педагогами, организовывать работу с одарёнными детьми. Ежегодно от 30 до 46 гимназистов становятся победителями и призёрами городских, от 10 до 16 — областных предметных олимпиад. Неоднократно учащиеся гимназии защищали честь области, становились призёрами и дипломантами Всероссийских олимпиад, а также Всероссийских и международных интеллектуальных конкурсов и олимпиад «Русский медвежонок», «Полиглот Плюс», «Золотое руно», «Покори Воробьёвы горы», «Британский бульдог».
Преподаватели кафедр начального образования и гуманитарных наук традиционно готовят финалистов таких городских конкурсов как «Учёные будущего», «Север — России золотник», областной творческой олимпиады «И Север в сказках расцветал!», областных чтений по военно-исторической тематике. Под руководством преподавателей кафедры иностранных языков гимназисты принимают участие в международной программе «Я — лидер», готовят презентации проектов по истории и культуре России, Архангельской области в школе Oyster River США.
За 60 лет работы учреждения 154 выпускника получили золотые медали, 138 — серебряные.
В гимназии работает общественно-политический дискуссионный клуб старшеклассников «Взгляд». Работают театр-студия «Ключ», фольклорный ансамбль «Прялица», детская художественная мастерская «Композиция».
Весной 1993 года гимназию посетила делегация педагогов из Америки (учителей школ и преподавателей колледжа Рокхерст из Канзаса). В 1994 году произошёл первый обмен делегациями учащихся СГГ и норвежских школьников из города Алта. В 2000 году гимназия впервые выиграла грант по специальной Российско-Американской программе  Portsmouth -Severodvinsk Connection  «Экология. Окружающая среда». За это время гимназисты неоднократно посещали город Портсмут (Нью-Гемпшир) (США), а гимназия принимала многочисленные делегации американских школьников и их преподавателей.
В результате конкурсного отбора по международной программе обмена FLEX более 35 учеников гимназии на год отправлялись на обучение в школах США.
Утром 24 февраля, в день годовщины полномасштабного вторжения РФ в Украину, в кабинке женского туалета гимназии №14 в Северодвинске обнаружили приклеенный лист в виде кармашка, в котором находились девять восковых свечей и записка. 
«Прошло ровно три года с вторжения России на территорию Украины. За это время погибло огромное количество людей с обеих сторон и погибло ни за что. Я призываю тех, кто сейчас это читает почтить память погибших на линии фронта (с обеих сторон) и политзаключенных убитых в тюрьмах. Не для пафоса, а просто по собственному желанию. Придите домой, зажгите свечу. Я не смогу физически обеспечить всех желающих ими, но это хоть что-то. А это главное, главное не сдаваться и продолжать бороться за мирную Россию. Ведь даже такая маленькая вещь может помочь кому-то пережить этот сложный период. Помните, вы не одни», — было сказано в записке. 
По данным ASTRA, директор гимназии, 51-летняя Елена Подольская, заявила об этом в полицию. Силовики изъяли листок, конверт и свечи, а также запросили записи с камер видеонаблюдения. 
Оставившего записку теперь проверяют на «дискредитацию» ВС РФ.